# Falcatelodes laffonti
Falcatelodes laffonti är en fjärilsart som beskrevs av Paul Dognin. Falcatelodes laffonti ingår i släktet Falcatelodes och familjen silkesspinnare. Inga underarter finns listade i Catalogue of Life.